# 樊海山
樊海山（1922年10月—），浙江绍兴人，中国政治人物，中国民主建国会中央委员会原常务委员、江西省委员会原主任委员，第七、八届全国政协委员。